# Барбара Австрийска
Барбара Австрийска (на немски: Barbara von Österreich; * 30 април 1539, Инсбрук; † 19 септември 1572, Ферара) от род Хабсбурги, е ерцхерцогиня на Австрия и чрез женитба херцогиня на Ферара, Модена и Реджо.

## Живот
Тя е дъщеря, единадесето дете, на император Фердинанд I (1503 – 1564) и съпругата му Анна Ягелонина (1503 – 1547), дъщеря на крал Владислав II от Бохемия и Унгария. Сестра е на император Максимилиан II (1527 – 1576). Тя е възпитавана строго католически.
Барбара се омъжва на 25 години на 5 декември 1565 г. във Ферара за Алфонсо II д’Есте (1533 – 1597) от Дом Есте, последният херцог на Ферара, Модена и Реджо. Тя е втората му съпруга. Алфонсо искал първо да се ожени за нейната с осем години по-малка и хубава сестра Йохана. Бракът е бездетен.
Барбара основава във Ферара след земетресение през 1570 г. сиропиталище, наречено на нея Санта Барбара, за което през 1572 г. подарява една оратория, от която по-късно произлиза църквата Санта Барбара.
Тя се разболява през 1566 г. от туберкулоза и умира през 1572 г. на 33 години.